# آزادی (خاتم)
آزادی، روستایی در دهستان شهریاری بخش چاهک در شهرستان خاتم استان یزد است.
این روستا جنوبی ترین نقطه استان یزد از لحاظ مختصات جغرافیایی و مسکونی بودن است.
این روستا در مسیر بزرگراه در حال احداث مهریز به نی‌ریز واقع شده است.

## جمعیت
بر پایه سرشماری عمومی نفوس و مسکن در سال ۱۳۹۵، جمعیت این روستا برابر با ۱۱۵ نفر (۳۹ خانوار) بوده‌است.